# Сейсмоплатформа
Сейсмоплатформа — сооружение для экспериментального исследования сейсмостойкости строительных объектов. Экспериментальные исследования бывают полевые (натурные) и на сейсмоплатформе. Удобнее всего испытывать модель здания именно на сейсмоплатформе, воссоздающей сейсмические колебания.
Сопутствующие испытания на сейсмоплатформе обычно проводятся, когда необходимо сравнить поведение различных модификаций сооружения при одном и том же сейсмическом нагружении.